# Kinbidhoo
Kinbidhoo (Divehi: ކިނބިދޫ) is een van de bewoonde eilanden van het Thaa-atol behorende tot de Maldiven. Op 26 december 2004 was het eiland volledig overstroomd door de Tsunami. Sommige huizen en boerderijen waren verwoest, maar verder waren er geen incidenten.

## Archeologie
Op een gedeelte van het eiland bevinden zich Boeddhistische ruïnes. De eilandbewoners noemen dit Veiru. Mohammed Ismāīl Dīdī leidde in de jaren zestig een expeditie naar dit eiland om de Boeddhistische ruïnes te verkennen. Er werden een aantal opgravingen gedaan waarvan een verslag is gepubliceerd.
De Boeddhistische overblijfselen werden niet beschermd na de opgravingen en zijn kort geleden ernstig vernield. Ook heeft het te kampen met erosie.

## Demografie
Kinbidhoo telt (stand maart 2007) 613 vrouwen en 621 mannen.